# El Tunal, Tabasco
El Tunal är en ort i Mexiko.   Den ligger i kommunen Cunduacán och delstaten Tabasco, i den sydöstra delen av landet, 600 km öster om huvudstaden Mexico City. El Tunal ligger 12 meter över havet och antalet invånare är 332.
Terrängen runt El Tunal är mycket platt. Runt El Tunal är det ganska tätbefolkat, med 155 invånare per kvadratkilometer. Närmaste större samhälle är Cárdenas, 14,9 km söder om El Tunal. Trakten runt El Tunal består till största delen av jordbruksmark.